# Reserva índia Alexis 133
La reserva índia Alexis 133 és una reserva índia a Alberta envoltada pel comtat Lac Ste. Anne. És una de les quatre reserves sota govern de la Primera Nació Alexis Nakota Sioux. Té una extensió de 57,29 km² i una població en 2011 de 817 habitants, dels quals només 155 parlen llengua stoney.